# 仙林镇
仙林镇，是中华人民共和国四川省南充市西充县下辖的一个乡镇级行政单位。2019年10月，撤销华光乡，将其所属行政区域划归仙林镇管辖。

## 行政区划
仙林镇下辖以下地区：
贾地庙村、马庸寺村、维莫湾村、石老嘴村、敬垭观村、跳礅子村、长龙观村、桥凤坝村、来龙山村、谯家沟村、黄栋坪村和三圣庵村,孙家庙村、哨子山村、船咀庙村、水磨庙村、喜凤山村、青龙院村、茅盖寺村、新场垭村、小垭寺村、红庙子村、方山庙村和黄家庙村。